# Pseudagrion ustum
Pseudagrion ustum är en trollsländeart som först beskrevs av Selys 1876.  Pseudagrion ustum ingår i släktet Pseudagrion och familjen dammflicksländor. Inga underarter finns listade i Catalogue of Life.